# Пан-д’орей

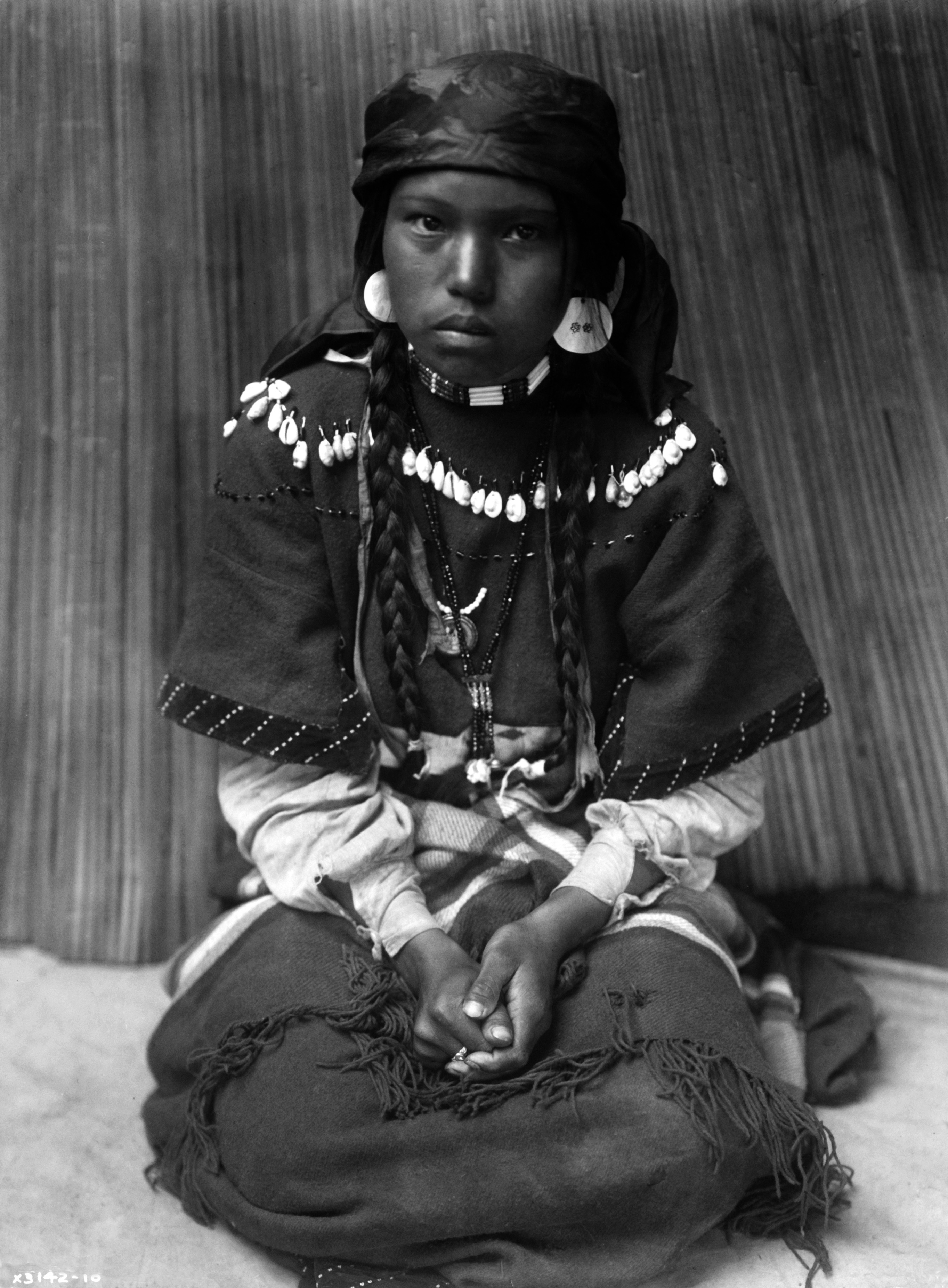
Девушка из народа пан-д’орей, 1910 г.

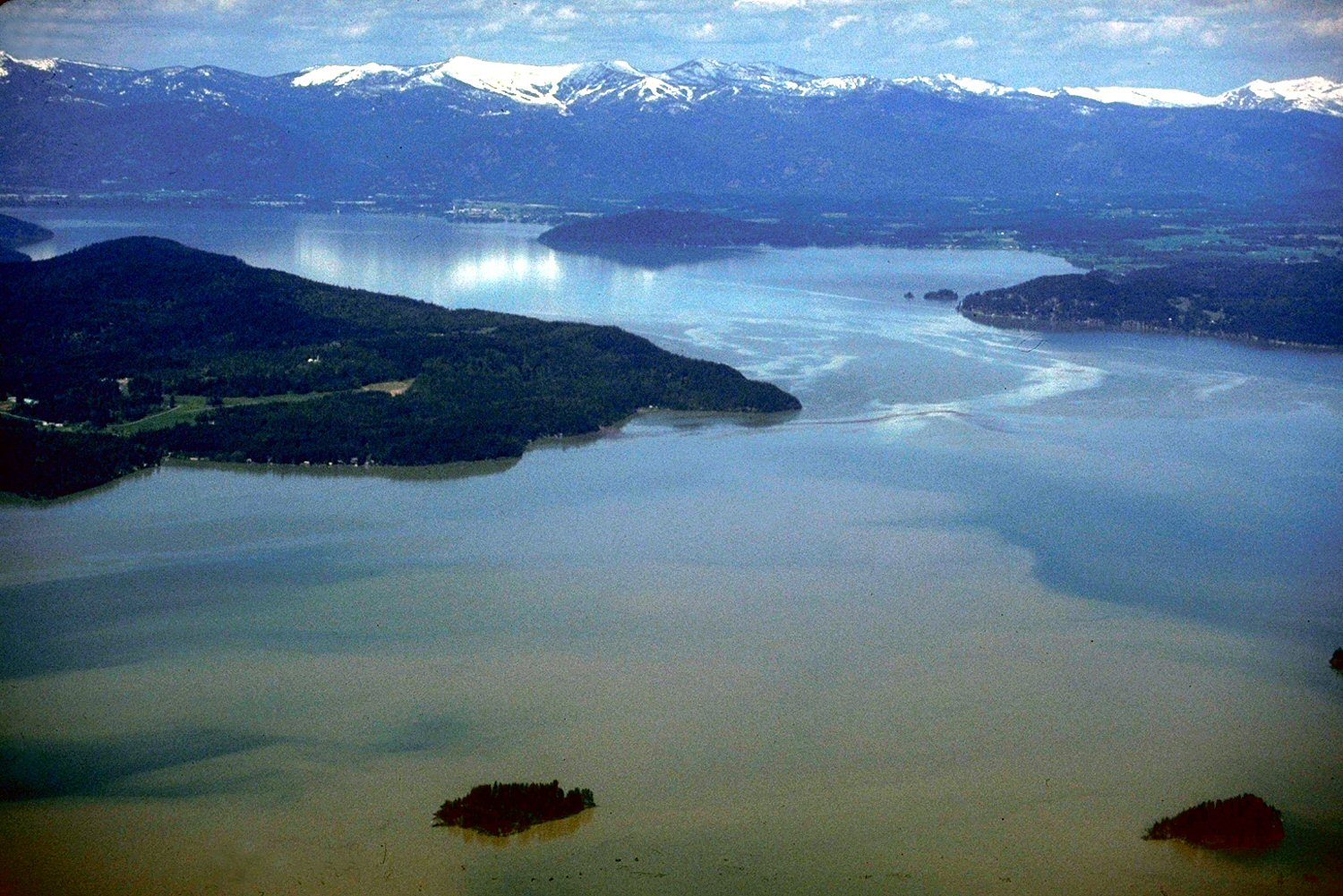
Озеро Панд-Орей, традиционное место обитание народа

Пан-д’орей, также панд-орей, калиспел  — один из индейских народов культурного ареала Плато. Традиционно проживали в северном Айдахо, восточном Вашингтоне и западной Монтане.

## Язык
Исторически говорили на языке калиспел, который относится к внутренне-салишской группе. Кроме пан-д’орей, этот язык является родным для флатхедов и спокан. Ныне большинство перешло на английский язык.

## Группы пан-д’орей
Пан-д’орей культурно и географически подразделялись на две группы:
- Верхние пан-д’орей или просто пан-д’орей — проживали в районе озера Флатхед, реки Кларк-Форк и далее на запад до озера Панд-Орей. Вместе с соседними племенами к середине XVIII века овладели коневодством и перешли к конной охоте на бизона. Поддерживали дружеские отношения с флатхедами и кутеней, вместе с которыми отправлялись охотиться на Великих равнинах и воевали против конфедерации черноногих, кроу, сиу и ассинибойнов. В 1861 году верхние пан-д’орей стали причиной конфликта, возникшего в конфедерации черноногих. Воины племени угнали у гровантров лошадей, и по пути оставили несколько животных рядом с лагерем пиеганов. Не разобравшись, гровантры напали на пиеганов, в результате чего у последних погиб уважаемый вождь[5]. Между гровантрами и черноногими разгорелась война, продолжавшаяся до 1885 года. Ныне верхние пан-д’орей, вместе с флатхедами и кутеней, проживают в резервации Флатхед, расположенной на северо-западе штата Монтана.

- Нижние пан-д’орей или калиспел — обитали в бассейне реки Панд-Орей, от озера Панд-Орей на востоке до реки Колумбии на западе. В отличие от верхних пан-д’орей, они не перешли к конной охоте, а продолжали заниматься рыболовством и собирательством. Долго отказывались селиться с другими племенами и в 1914 году добились собственной резервации, которая располагается в округе Панд-Орей в штате Вашингтон. Небольшая часть нижних пан-д’орей присоединилась к народу колвилл и поселилась вместе с ними[6].

## История
Первоначально проживали на территории современной канадской провинции Британская Колумбия, затем мигрировали южнее, в район озера Панд-Орей, где их обнаружила экспедиция Льюиса и Кларка. В 1809 году Северо-Западная компания основала на их землях торговый пост, который возглавил  известный исследователь Дэвид Томпсон, назвав его Каллиспелл-Хаус. В 1846 году иезуиты открыли миссию на территории пан-д’орей.
В 1855 году, вместе с соседними народами, подписали мирный договор с губернатором территории Вашингтон Айзеком Стивенсом, согласно которому, индейцы должны были поселиться в резервациях. В это период времени народ окончательно разделился на две части: верхние пан-д’орей согласились поселиться с другими народами в резервации Флатхед, нижние отказались, продолжая вести традиционный образ жизни. В 1872 году они снова отказались подписать договор с правительством США, лишь в 1887 году часть нижних пан-д’орей переехала во Флатхед. В 1908 году охотничья партия верхних пан-д’орей была атакована американцами на северо-западе штата Монтана, в результате чего, четверо индейцев погибли, инцидент стал известен как Бойня в Суон-Вэлли. В 1914 году американское правительство согласилось образовать резервацию для нижних пан-д’орей на северо-востоке штата Вашингтон.

## Население
Муни подсчитал, что в 1780 году пан-д’орей примерно насчитывали 1 200 человек. В 1805 году Льюис и Кларк оценили население народа в 1 600 человек. В 1905 году 640 верхних и 197 нижних пан-д’орей проживали в резервации Флатхед, 98 в резервации  Колвилл, численность нижних пан-д’орей, обитавших вне резерваций — неизвестна. В переписи 1910 года было зарегистрировано 386 пан-д’орей в штате Монтана, 157 в штате Вашингтон, 15 в Айдахо и 6 человек из трёх других штатов. В 1930 году они не учитывались отдельно, но Управление по делам индейцев Соединенных Штатов сообщило о 97 человек в 1937 году.
Пан-д’орей ныне учитываются отдельно лишь в резервации Калиспел, где их насчитывается около 400 человек.